# Чавайн, Сергей Григорьевич
Серге́й Григо́рьевич Чава́йн (при рождении Стрелков, впоследствии Григорьев; 6 октября 1888, дер. Малый Карамас, ныне Моркинский район, Марий Эл — 11 ноября 1937, Йошкар-Ола) — марийский поэт, переводчик и драматург, редактор, журналист, педагог. Один из основоположников марийской литературы. Автор стихов, рассказов, повестей, пьес, переводов из русской классики (А. С. Пушкин, Н. А. Некрасов, Н. В. Гоголь, М. Горький и др.).
После Октябрьской революции написал для 1-го советского передвижного театра народа мари пьесы «Автономия» и «Солнце восходит, чёрные тучи рассеиваются». Произведения Чавайна переведены на языки народов России.

## Биография
Родился в 1888 году в бедной крестьянской семье. Его отец, Григорий Михайлович, был крестьянином, смолокуром. Мать, Татьяна Анисимовна, была одарённым рассказчиком, знала много народных сказок и песен, к которым приобщила сына.
В 1908 окончил Казанскую учительскую семинарию. До 1915 года работал учителем в марийских школах.
В 1915 году уехал в город Аральск (Казахстан), где до 1919 года работал учителем в посёлке при железнодорожной станции, опасаясь призыва в царскую армию и участия в империалистической войне.
В 1919 году вернулся на родину, сыграл немаловажную роль в создании автономии марийского народа. Возглавлял облполитпросвет.
В 1922—1923 годах начал работать в газете «Йошкар кече», позднее став её главным редактором.
В 1923 году вернулся к преподаванию в школе: заведовал школой в с. Арино Моркинского района.
В 1927 году возвратился к журналистской деятельности, переехал жить в Йошкар-Олу, работал в Марийском книжном издательстве.
В 1934 году одним из первых среди марийских писателей стал членом Союза писателей СССР. Был одним из организаторов и создателей Марийской ассоциации пролетарских писателей (МАПП), с 1934 года — членом правления Марийского областного отделения Союза писателей СССР, членом правления писательской организации Горьковского края.
Работал преподавателем Марийской студии музыкально-драматического искусства, заведующим литературной частью Марийского государственного театра.
В мае 1937 года Сергей Чавайн был арестован, обвинён в принадлежности к ядру подпольной националистической организации и подготовке террористических актов против руководителей страны. 11 ноября 1937 года расстрелян.

## Происхождение псевдонима
Ещё в годы учёбы в Казанской учительской семинарии молодой писатель Сергей Григорьев избрал себе литературный псевдоним Чавайн. Относительно происхождения этого псевдонима мордовский литературовед Н. И. Черапкин в своей книге «Притоки» (Москва, 1973) отмечает, что Чавайн означает принадлежащий к роду Чавая — легендарного марийского богатыря, жившего в XVI веке.

## Семья
- Отец — Григорий Михайлович, крестьянин-смолокур[2].
- Мать — Татьяна Анисимовна[2].
- Жена — Татьяна Голубкина, преподаватель, выпускница Царевококшайской учительской семинарии[4].
- Дочь — Галина Сергеевна Чавайн[5], телережиссёр, театральная актриса, заслуженный работник культуры РСФСР.

## Произведения
- «Ото» (рус. «Роща») (1905), стихотворение — первое марийское письменное поэтическое произведение.
- «Из прошлого народа мари» (1908), сборник рассказов и стихотворных баллад
- «Дикая утка» (1912), пьеса — сатира на царских чиновников.
- «Беглец» (1915), поэма.
- «Автономия» (1920), пьеса.
- «Солнце восходит, чёрные тучи рассеиваются» (1921), пьеса, посвящённая революции и гражданской войне.
- «Пасека» (1928), пьеса.
- «Акпатыр» (1935), историческая драма об участии марийского народа в Крестьянской войне 1773—1775 под предводительством Е. И. Пугачёва.
- «Элнет» (ч. 1, 1936; ч. 2, опубликована в 1963) роман об идейном росте марийской интеллигенции и крестьян в период 1908—1917 годов.

## Постановки на произведения
В Марийской театральной студии были поставлены:
- «Ямблатов мост» (1927), пьеса.
- «Пасека» (1928), музыкальная драма.
- «Кугуяр» (1929) — революционная драма о событиях 1905 года.

В Марийском театре были поставлены:
- «Сторублёвый калым» (1927), комедия, высмеивающая буржуазные предрассудки, быт.

- «Живая вода» (1930), пьеса о новой колхозной деревне.
- «Лесозавод» (1932), пьеса о классовой борьбе в период коллективизации.
- «Марийская рота» (1934), пьеса о защите Казани от белогвардейцев.
- «Акпатыр» (1935), историко-революционная драма об участии марийского народа в Крестьянской войне под предводительством Е. Пугачёва.
- «Свет монеты» (1936), комедия по мотивам марийских народных поверий.
- «Лес шумит» (1936), пьеса о событиях революции 1905 года.

## Собрания сочинений
- Сылнемутан произведений-влак, т. 1—5, Йошкар-Ола, 1967—1968

## Переводы
- Я песни новые пою: стихотворения и поэмы. Йошкар-Ола, 1968. 88 с. (стихотворение "Дуб", с. 22-23, переведено Филом Дудоровым fr:Phil Doudorov.)
- Элнет: роман / пер. на рус. В. Муравьёва. М., 1972. 272 с.

## Память
Похоронен предположительно в Кокшайском лесу (ныне Мендурское кладбище). В 1956 году реабилитирован посмертно.
Именем Чавайна названы:
- Национальная библиотека имени С. Г. Чавайна[7].
- Бульвар Чавайна — бульвар в Йошкар-Оле (1957) с памятником писателю работы скульптора Б. И. Дюжева (1978)[8].
- Улица в посёлке Медведево Республики Марий Эл.
- Улица в селе Семёновка Республики Марий Эл.
- Медведевская неполная средняя школа (1935)[7].
- Аринская школа Моркинского района Марий Эл[7].
- Колхоз в Моркинском районе Марий Эл[7].
- Государственная премия Республики Марий Эл в области литературы[9].
- В деревне Чавайнур, созданной С. Г. Чавайном вместе с жителями д. Малый Карамас[10], на улице Чавайна находится мемориальный Дом-музей писателя (1961), который популярен среди туристов. Ныне он входит в состав Литературно-этнографического комплекса им. С. Г. Чавайна (1988)[11].
- В посёлке Морки Чавайну установлен памятник (1979)[12].
- Ежегодно на родине писателя в д. Чавайнур, а также в п. Морки проводится конкурс чтецов «Чавайн лудмаш» («Чавайновские чтения»), участниками которого традиционно являются обучающиеся школ Моркинского района[13].